# زغال‌اخته ۸۸۵۸
سیارک ۸۸۵۸ (به انگلیسی: 8858 Cornus، نامگذاری:1991PT7) هشت هزار و هشتصد و پنجاه و هشتمین سیارک کشف شده‌است که در ۶ اوت ۱۹۹۱ کشف شد.
قدر مطلق سیارک برابر ۱۴٫۸۰ است.